# Damernas fristående i gymnastik vid olympiska sommarspelen 1984
Damernas fristående i gymnastik vid olympiska sommarspelen 1984 avgjordes den 30 juli-1 augusti i Los Angeles.

## Medaljörer
| Gren                | Guld                     | Silver                | Brons               |
| Damernas fristående | Ecaterina Szabó Rumänien | Julianne McNamara USA | Mary Lou Retton USA |

## Resultat
| Placering | Gymnast                 | C      | O      | Kval  | Final  | Totalt |
| --------- | ----------------------- | ------ | ------ | ----- | ------ | ------ |
|           | Ecaterina Szabó (ROU)   | 10,000 | 9,950  | 9,975 | 10,000 | 19,975 |
|           | Julianne McNamara (USA) | 9,900  | 10,000 | 9,950 | 10,000 | 19,950 |
|           | Mary Lou Retton (USA)   | 9,950  | 9,900  | 9,925 | 9,850  | 19,775 |
| 4         | Zhou Qiurui (CHN)       | 9,800  | 9,750  | 9,775 | 9,850  | 19,625 |
| 5         | Romi Kessler (SUI)      | 9,650  | 9,800  | 9,725 | 9,850  | 19,575 |
| 6         | Ma Yanhong (CHN)        | 9,800  | 9,700  | 9,750 | 9,700  | 19,450 |
| 7         | Maiko Morio (JPN)       | 9,750  | 9,700  | 9,725 | 9,650  | 19,375 |
| 8         | Laura Cutina (ROU)      | 9,800  | 9,900  | 9,850 | 9,300  | 19,150 |